# سوني إريكسون P910
سوني إريكسون P910 (بالإنجليزية: Sony Ericsson P910)‏ هو هاتف ذكي من سوني موبايل كوميونيكيشنز يعمل بنظام سيمبيان، تم طرحه في الأسواق في 2004.

## الخصائص
- نظام التشغيل: سيمبيان
- الكاميرا الخلفية: 0.3 ميجابكسل
- الوزن: 150 غرام
- المعالج: 156 ميجا هرتز
- الذاكرة: 64 ميجابايت